# NGC 572
NGC 572 est une vaste galaxie lenticulaire barrée située dans la constellation du Sculpteur. NGC 572 a été découverte par l'astronome britannique John Herschel en 1834.

## Caractéristiques
Sa vitesse par rapport au fond diffus cosmologique est de 8 976 ± 37 km/s, ce qui correspond à une distance de Hubble de 132,4 ± 9,3 Mpc (∼432 millions d'al).